# Apple Watch SE
L'Apple Watch SE est le modèle d'entrée de gamme de l'Apple Watch. Elle a été annoncée lors de la keynote d'Apple du 15 septembre 2020 aux côtés de l'Apple Watch Series 6. Elle a été disponible à la vente 3 jours après le 18 septembre 2020.
Une s'agit d'une nouvelle gamme dont le principe est de proposer l'essentiel des fonctionnalités de la montre pour un prix réduit.

## Présentation
L'Apple Watch SE reprend la conception de l'Apple Watch Series 6 au niveau du boîtier. Elle est disponible elle aussi en 40 mm et 44 mm avec option Cellular. Par contre seul la finition aluminium est proposée et en trois couleurs différentes : gris sidéral, or et argent. Le dos du boîtier est en céramique contrairement à la Series 3 qui est en plastique sur le modèle GPS.
Au niveau interne, elle dispose de la même puce S5 avec processeur bicoeur 64 bits de l’Apple Watch Series 5. Cela lui permet d'être deux fois plus rapide que l'Apple Watch Series 3. Par contre elle est moins puissante de 20% que la Series 6 qui dispose du nouveau processeur S6 bicœur basé sur la puce A13 Bionic de l'iPhone 11.
L'écran ne dispose toujours pas de l'Always on Display. L'autonomie est d'environ dix-huit heures comme la Series 5 précédemment.
Le prix de lancement est de 279 dollars aux États-Unis, et de 299 euros en France.

## Fonctionnalités

### Sport
L'Apple Watch SE, tout comme ses prédécesseurs et l'Apple Watch série 6, dispose de l'application Exercice. Celle-cipropose des dizaines de pratiques sportives, passant de la course à pied, au yoga, à la natation et au hockey par exemple. Une fois un exercice sportif terminé, la montre un propose un résumé des performances, indépendamment du sport pratiqué, avec notamment concernant le rythme cardiaque durant l'effort, la durée de l'effort ou encore l'altitude à laquelle il a été réalisé.

### Nouvelles fonctionnalités
L'Apple Watch propose une application basée sur la respiration et la relaxation ainsi que le suivi du sommeil inclus avec watchOS 7.
Comme nouvelles fonctionnalités il y a également le partage de Cadran, la personnalisation du centre de contrôle, le minuteur pour le lavage des mains et la configuration familiale.

### Santé
L'Apple Watch SE n'est pas en reste concernant la santé. Apple a fait de sa montre connectée un essentiel pour ceux qui souhaitent faire attention à leur rythme de vie et à leur corps. La montre mesure la distance parcourue chaque jour, les calories brûlées, le rythme, la cadence ou encore la fréquence cardiaque. Cependant, contrairement à la série 6, la SE n'embarque pas de fonction ECG (ElectroCardioGramme) ni la fonction de mesure de l'oxygène dans le sang. Elle est néanmoins capable d'avertir son utilisateur en cas de rythme cardiaque trop élevé ou trop faible, en cas d'arythmie ou encore en cas de chutes. Par ailleurs, en cas de chutes ou en cas d'accidents, la montre envoie une notification afin de savoir si son propriétaire se porte bien et n'est pas blessé. Si aucune réponse n'est donnée, un appel automatique vers les urgences est lancé. l'Apple Watch est aussi dotée d'un système de reconnaissance de bruit, si le bruit environnant est trop élevé et risque d'altérer l'audition, celle-ci enverra une notification d'alerte.

## Voir également
- Apple watch
- Watch OS
- Apple Watch Series 5
- Apple Watch Series 6